# Episodi di Perry Mason (quarta stagione)
La quarta stagione della serie televisiva Perry Mason è andata in onda negli Stati Uniti dal 17 settembre 1960 al 10 giugno 1961 sulla CBS.
| nº | Titolo originale                      | Titolo italiano              | Prima TV USA      | Prima TV Italia   |
| -- | ------------------------------------- | ---------------------------- | ----------------- | ----------------- |
| 1  | The Case of the Treacherous Toupee    | Un ritorno inaspettato       | 17 settembre 1960 | 28 maggio 1991    |
| 2  | The Case of the Credulous Quarry      | A fari spenti                | 24 settembre 1960 | 1962              |
| 3  | The Case of the Ill-Fated Faker       | Sotto falso nome             | 1º ottobre 1960   | 1963              |
| 4  | The Case of the Singular Double       | Una valigia piena di dollari | 8 ottobre 1960    | 23 luglio 1991    |
| 5  | The Case of the Lavender Lipstick     | Rossetto color lavanda       | 15 ottobre 1960   | 1963              |
| 6  | The Case of the Wandering Widow       | Orme nel parco               | 22 ottobre 1960   | 1963              |
| 7  | The Case of the Clumsy Clown          | Delitto al circo             | 5 novembre 1960   | 5 giugno 1991     |
| 8  | The Case of the Provocative Protégé   | Morte di un pianista         | 12 novembre 1960  | 5 giugno 1991     |
| 9  | The Case of the Nine Dolls            | Nove bambole per Peggy       | 19 novembre 1960  | 16 ottobre 1992   |
| 10 | The Case of the Loquacious Liar       | La falsa prova               | 3 dicembre 1960   | 10 ottobre 1989   |
| 11 | The Case of the Red Riding Boots      | Gli stivali rossi            | 10 dicembre 1960  | 29 settembre 1993 |
| 12 | The Case of the Larcenous Lady        | La signora disonesta         | 17 dicembre 1960  | 12 ottobre 1989   |
| 13 | The Case of the Envious Editor        | Le Pleiadi                   | 7 gennaio 1961    | 13 ottobre 1992   |
| 14 | The Case of the Resolute Reformer     |                              | 14 gennaio 1961   |                   |
| 15 | The Case of the Fickle Fortune        | Il patrimonio Bodin          | 21 gennaio 1961   | 31 ottobre 1992   |
| 16 | The Case of the Waylaid Wolf          | Un uomo inutile              | 4 febbraio 1961   | 1º ottobre 1991   |
| 17 | The Case of the Wintry Wife           | Un delitto quasi perfetto    | 18 febbraio 1961  | 19 ottobre 1992   |
| 18 | The Case of the Angry Dead Man        | L'uomo che morì due volte    | 25 febbraio 1961  | 18 gennaio 1992   |
| 19 | The Case of the Blind Man's Bluff     | Il grande bluff              | 11 marzo 1961     | 20 ottobre 1992   |
| 20 | The Case of the Barefaced Witness     | Il segreto di Sarah          | 18 marzo 1961     | 30 luglio 1991    |
| 21 | The Case of the Difficult Detour      | La strada sbarrata           | 25 marzo 1961     | 30 luglio 1991    |
| 22 | The Case of the Cowardly Lion         | Il leone assassino           | 8 aprile 1961     | 23 luglio 1991    |
| 23 | The Case of the Torrid Tapestry       | L'arazzo bruciato            | 22 aprile 1961    | 6 agosto 1991     |
| 24 | The Case of the Violent Vest          | Il gilet a quadretti         | 29 aprile 1961    | 6 agosto 1991     |
| 25 | The Case of the Misguided Missile     | Conto alla rovescia          | 6 maggio 1961     | 18 gennaio 1992   |
| 26 | The Case of the Duplicate Daughter    | La figlia segreta            | 20 maggio 1961    | 16 luglio 1991    |
| 27 | The Case of the Grumbling Grandfather | Un nonno molto esigente      | 27 maggio 1961    | 28 maggio 1991    |
| 28 | The Case of the Guilty Clients        | Clienti difficili            | 10 giugno 1961    | 9 luglio 1991     |

## Un ritorno inaspettato
- Titolo originale: The Case of the Treacherous Toupee
- Diretto da: Richard Kinon
- Scritto da: Maurice Zimm

### Trama
- Guest star: Len Hendry (agente in borghese), Hal Smith (proprietario Supper Club), Lee Miller (sergente Brice), George E. Stone (impiegato di corte), Peggy Converse (Sybil Basset), Philip Ober (Peter Dawson), Bert Freed (Ken Woodman), Cindy Robbins (Teddi Hart), Thomas Browne Henry (Hartley Basset), Robert Redford (Dick Hart), Nelson Olmsted (Arthur Colemar), Dee Arlen (Lorna Grant), Jonathan Hole (Stanley Roderick), Frank Wilcox (giudice), C. Lindsay Workman (Wilber Fenwick), Juney Ellis (Lucy), Rita Duncan (Flo), Patricia Marlowe (receptionist)

## A fari spenti
- Titolo originale: The Case of the Credulous Quarry
- Diretto da: William D. Russell
- Scritto da: Sy Salkowitz

### Trama
- Guest star: Fred Graham (capitano dei pompieri), Willis Bouchey (giudice), Bart Conrad (medico autoptico), Renee Godfrey (Miss Winslow), Katherine Squire (Clara Thorpe), Russell Arms (Everett Dorrell), John Conwell (Richard Hammond), Vinton Hayworth (Marvin Claridge), Walter Reed (Alex Hill), Nan Peterson (Barbara Claridge), Russ Bender (poliziotto), George E. Stone (impiegato di corte)

## Sotto falso nome
- Titolo originale: The Case of the Ill-Fated Faker
- Diretto da: Charles Haas
- Scritto da: Edward J. Lakso (soggetto); Jackson Gillis (sceneggiatura)

### Trama
- Guest star: Sarah Selby (sig.ra Ames), Tyler McVey (Harold Ames), Pitt Herbert (medico autoptico), S. John Launer (giudice), William Campbell (Jim Ferris), Kenneth Tobey (pubblico ministero), June Dayton (Alice Gorman), Sue Randall (Betty Wilkins), Howard Petrie (Carl Gorman), James Anderson (Stan Piper), George E. Stone (impiegato di corte)

## Una valigia piena di dollari
- Titolo originale: The Case of the Singular Double
- Diretto da: Arthur Marks
- Scritto da: Milton S. Gelman (soggetto); Seeleg Lester (sceneggiatura)

### Trama
Lucy Stevens è implicata nelle consegne di grosse somme di denaro per attività illegali, gestito da Hugo Burnette. Ma è stanca e stressata e vuole uscire dal giro. Tenta quindi di simulare il proprio suicidio, ma resta implicata nell'omicidio di Marjorie Ralston, la donna che aveva prelevato l'ultimo denaro consegnato da Lucy, che però risulta scomparso.
- Guest star: Morris Ankrum (giudice), Mary Webster (Marjorie Ralston), Sue England (centralinista), Michael Fox (medico autoptico), Harry Townes (Grosvenor Cutter), Connie Hines (Lucy Stevens), Arch Johnson (John Ruskin), Alan Baxter (Whitney Locke), Andrea King (Catherine Locke), Wilton Graff (Hugo Burnette), Dick Geary (Skin Diver)

## Rossetto color lavanda
- Titolo originale: The Case of the Lavender Lipstick
- Diretto da: James Sheldon
- Scritto da: Jonathan Latimer

### Trama
- Guest star: Walter Coy (Gabe Rawson), James Bell (Silas Vance), George E. Stone (George), Nelson Leigh (giudice), Joe Maross (Ernest Helming), Patricia Breslin (Karen Lewis), John Lupton (Peter Nichols), Betty Farrington (donna), Rita Lynn (Myra Heston), Dabbs Greer (Charles Knudsen), Whit Bissell (Max Pompey), Charlotte Thompson (Matron)

## Orme nel parco
- Titolo originale: The Case of the Wandering Widow
- Diretto da: William F. Claxton
- Scritto da: Robert C. Dennis

### Trama
Burt Stokes, un marinaio, ritorna dopo 6 anni e scagiona Riley Morgan in carcere per l'omicidio di Martin Kendall. Riley Morgan viene scarcerato ma poco dopo Stokes comincia a ricattare i Kendall pretendendo un risarcimento per gli anni di prigione fatti da Morgan.
Lorraine Kendall si rivolge a Perry Mason, che dovrà difenderla dall'accusa di omicidio, quando Stokes verrà ucciso.
- Guest star: Robert Carson (Warden), Richard Gaines (giudice), Gil Rogers (Buddy Staples), Bob Whiting (sig. Leeman), Paul Langton (vice proc. Telford), Coleen Gray (Lorraine Kendall), Dean Harens (Riley Morgan), Marguerite Chapman (Faye Donner), Max Showalter (Burt Stokes), Ralph Clanton (Roger McClaine), Hugh Sanders (Warren Donner), Robert Cornthwaite (Bill Worth), Stephen Talbot (Jimmie Kendall), Helen Spring (Martha)

## Delitto al circo
- Titolo originale: The Case of the Clumsy Clown
- Diretto da: Andrew V. McLaglen
- Scritto da: Samuel Newman

### Trama
- Guest star: Ken Curtis (Tim Durant), Robert Clarke (Jerry Franklin), Jon Lormer (medico autoptico), Lillian Bronson (giudice), Kenneth Tobey (vice D.A. Alvin), Chana Eden (Lisa Franklin), Douglas Henderson (Felix Heidemann), Margaret Hayes (Joyce Gilbert), Walter Sande (Judd Curtis), Willard Sage (Tony Gilbert), Russ Thompson (direttore di circo)

## Morte di un pianista
- Titolo originale: The Case of the Provocative Protégé
- Diretto da: László Benedek
- Scritto da: Herman Epstein (soggetto); Herman Epstein e Seeleg Lester (sceneggiatura)

### Trama
- Guest star: Morris Ankrum (giudice), Barry Cahill (sergente Binns), George E. Stone (impiegato di corte), Jon Lormer (medico autoptico), Virginia Field (Anita Carpenter), Robert Lowery (Andrew Collis), Kathie Browne (Donna Loring), Robert Karnes (vice D.A. Chamberlin), Charles Cooper (Eric Sturgis), Gregory Morton (David Carpenter), Harry Jackson (George Worthington), Donald Foster (James Gracie), Cindy Courtland (Alice)

## Nove bambole per Peggy
- Titolo originale: The Case of the Nine Dolls
- Diretto da: William F. Claxton
- Scritto da: Jonathan Latimer

### Trama
- Guest star: Eleanor Audley (Headmistress Lorimer), Nelson Leigh (giudice), James Chandler (sergente Willoughby), Fred Essler (sig. Kringle), Margaret Field (Linda Osborne), Jeanette Nolan (Emma Benson), Laurie Perreau (Peggy Smith), Frances Helm (Helene Osborne), John Bryant (Larry Osborne), Gage Clarke (Edgar Benson), Francis X. Bushman (Courtney Jeffers), John Banner (A. Tobler), Robert Karnes (vice proc. Chamberlin), Eugene Borden (Swiss Waiter)

## La falsa prova
- Titolo originale: The Case of the Loquacious Liar
- Diretto da: Arthur Marks
- Scritto da: Michael Morris

### Trama
- Guest star: Michael Fox (medico autoptico), Dorothy Adams (Wilma Stone), Lori Kaye (ragazza foto), John Truax (Stranger), H. M. Wynant (vice D.A. Sampson), Bruce Gordon (Judson Bailey), Lurene Tuttle (Emma Bailey), Wynn Pearce (Lester Martin), Regis Toomey (Sam Crane), Melora Conway (Lois Rogers), Jeanne Baird (Marge Fuller), Baynes Barron (uomo), S. John Launer (giudice), George E. Stone (impiegato di corte)

## Gli stivali rossi
- Titolo originale: The Case of the Red Riding Boots
- Diretto da: László Benedek
- Scritto da: Harold Swanton

### Trama
- Guest star: Reba Waters (Kathy Jergens), Sara Seegar (Miss Pennock), George E. Stone (impiegato di corte), Bill Idelson (medico autoptico), Corey Allen (Rennie Foster), H. M. Wynant (vice D.A. Sampson), Frank Maxwell (Joe Dixon), Elen Willard (Ann Farwell), Linda Leighton (Jill Farwell), John Archer (Burt Farwell), Shirley Ballard (Rita Conover), Willis Bouchey (giudice), Richard Deacon (Wilmer Beaslee), Michael Harris (vice sceriffo)

## La signora disonesta
- Titolo originale: The Case of the Larcenous Lady
- Diretto da: James Sheldon
- Scritto da: Sy Salkowitz (soggetto); Seeleg Lester (sceneggiatura)

### Trama
- Guest star: William Boyett (sergente Reynolds), Byron Morrow (giudice), Christopher Dark (pubblico ministero Thorne), Myron Natwick (impiegato), Ellen Drew (Julia Webberly), Arthur Franz (sindaco Henderson), Louise Fletcher (Susan Connolly), Robert Brown (Frank Sykes), Patricia Huston (Mona Henderson), Edward Platt (Tom Stratton), Robert Terry (Arnold Webberly), King Calder (William Carter), Mara Massey (Switchboard Girl)

## Le Pleiadi
- Titolo originale: The Case of the Envious Editor
- Diretto da: László Benedek
- Scritto da: Milton Krims

### Trama
- Guest star: Paul Power (Winslow), Virginia Carroll (sig.ra Welch), Harry Hollins (reporter), Donna Hayes (ragazza), Philip Abbott (Edmond Aitken), James Coburn (Donald Fletcher), Paul Lambert (Ben Nicholson), H. M. Wynant (vice D.A. Sampson), Barbara Lawrence (Lori Stoner), Jennifer Howard (Milly Nash), Vinton Hayworth (Wendell Harding), Sara Shane (Alyce Aitken), S. John Launer (giudice), Sid Tomack (Rudi Tripp), Dave Willock (Jay Robinson), Jim Drum (reporter), George E. Stone (impiegato di corte)

## The Case of the Resolute Reformer
- Titolo originale: The Case of the Resolute Reformer
- Diretto da: Arthur Marks
- Scritto da: Samuel Newman

### Trama
- Guest star: Bert Stevens (Ronald Arthur), Joe Quinn (Lewis Bergdorf), Joe McGuinn (tenente Lew Kaufman), Dean Casey (Henry Bartlett), Richard Eastham (vice D. A. Parness), Diana Millay (Debra Bradford), John Hoyt (William Harper Caine), Douglas Dick (Peter Caine), James Westerfield (Roger Quigley), Phillip Terry (Lawrence Kent), Byron Palmer (Charles Sistrom), Maxine Stuart (Grace Witt), Hardie Albright (Supervisor Albert Johnson), Tom Harkness (giudice), John McLiam (Councilman William Daniels), Charles J. Conrad (dottor Auerback), Tony Hughes (Jack Parrish), Gisele Verlaine (cameriera)

## Il patrimonio Bodin
- Titolo originale: The Case of the Fickle Fortune
- Diretto da: László Benedek
- Scritto da: Sol Stein e Glenn P. Wolfe

### Trama
- Guest star: Lee Miller (sergente Brice), Berkeley Harris (agente di polizia), Hal Taggart (commesso), George E. Stone (impiegato di corte), Cathy O'Donnell (Norma Brooks), Vaughn Taylor (Ralph Duncan), Philip Ober (Albert Keller), Robert Casper (Charley Nickels), Liam Sullivan (Lloyd Farrell), Helen Brown (sig.ra Hollister), Virginia Christine (Helen Duncan), Richard Gaines (giudice), Eve March (infermiera Hamilton), Connie Cezan (Gertie), Michael Fox (medico autoptico), Vincent Troy (cameriere)

## Un uomo inutile
- Titolo originale: The Case of the Waylaid Wolf
- Diretto da: Gene Fowler Jr.
- Scritto da: Jonathan Latimer

### Trama
Loring Lamont, un intraprendente playboy, sabota l'auto di una sua stenografa, Arlene Ferris, per poi offrirgli un passaggio con la sua auto. Dopo una deviazione a Malibu beach, Lamont tenta un approccio, ma Arlene riesce a fuggire con l'auto di Lamont. Quando Loring viene trovato ucciso Arlene si trova nei guai.
- Guest star: Tiger Joe Marsh (Al), Elizabeth Harrower (donna Apt. Manager), Lee Miller (sergente Brice), Pitt Herbert (medico legale's Physician), Robert Karnes (vice D.A. Chamberlin), Rebecca Welles (Edith Bristol), Andra Martin (Arlene Ferris), Laurie Mitchell (Madge Elwood), Tony Travis (Loring Lamont), Barry Atwater (George Albert), Benson Fong (Oolong Kim), Robert Carricart (Orvel Kingman), Frances Fong (Frances Kim), I. Stanford Jolley (Jerome Henley), Morris Ankrum (giudice), William Cord (Police Officer Lyons), Irvin Ashkenazy (Tom Grimes), George E. Stone (impiegato di corte)

## Un delitto quasi perfetto
- Titolo originale: The Case of the Wintry Wife
- Diretto da: Arthur Marks
- Scritto da: Samuel Newman

### Trama
- Guest star: Michael Fox (medico autoptico), Robert Bice (Operative), Rudolph Salinger (Chemist), George E. Stone (impiegato di corte), Jerome Thor (Walter Randall), Robert Karnes (vice D.A. Chamberlin), June Vincent (Laura Randall), Alan Hewitt (Bruce Sheridan), Marianne Stewart (Phyllis Hudson), Fredd Wayne (Roger Phillips), Jean Howell (Amelia Phillips), Barney Phillips (sig. Johnson), Sue England (Judy Baldwin), Willis Bouchey (giudice), Paul Barselou (John Penner), Charles Stroud (Operative)

## L'uomo che morì due volte
- Titolo originale: The Case of the Angry Dead Man
- Diretto da: Arthur Marks
- Scritto da: Michael Morris

### Trama
- Guest star: Juney Ellis (receptionist), Ray Montgomery (vice), Phil Chambers (Anderson), Kenneth R. MacDonald (giudice), Gloria Talbott (Eve Nesbitt), Edward Binns (Lloyd Castle), Les Tremayne (Willard Nesbitt), Gordon Jones (vice), Carol Ohmart (Jenny Bartlett), James Millhollin (Ben Otis), Frank Ferguson (Prof. Laiken), Naomi Stevens (Fanny Werbler), Karl Held (Bruce Nesbitt), Wally Brown (John Givney), Charles Stroud (impiegato di corte)

## Il grande bluff
- Titolo originale: The Case of the Blind Man's Bluff
- Diretto da: Arthur Marks
- Scritto da: Adrian Gendot (soggetto); Adrian Gendotand e Samuel Newman (sceneggiatura)

### Trama
- Guest star: Sidney Clute (Jack Shaw), Geraldine Wall (sig.ra Cartwright), Susan Davis (Miss Padway), Bart Conrad (Charlie), John Conte (Karl Addison), George MacReady (Charles Slade), Jean Allison (Helen Slade), Jack Ging (James Kincannon), Berry Kroeger (Edgar Whitehead), Merry Anders (Adele Bentley), Nelson Leigh (giudice), Benny Rubin (Sassano), Alexander Lockwood (dottore), Arthur Hanson (sergente Ferris), George E. Stone (impiegato di corte)

## Il segreto di Sarah
- Titolo originale: The Case of the Barefaced Witness
- Diretto da: László Benedek
- Scritto da: Robert C. Dennis

### Trama
Fred Swan era il direttore della banca di Pion City che ha rubato soldi alla banca ed è stato condannato. I soldi non sono stati mai ritrovati e la gente di Pion City si è convinta che sono stati nascosti da Iris McKay amica di Fred. Iris è stata costretta a lasciare Pion City e a trasferirsi a Los Angeles.
Scontata la pena Fred ritorna a Pion City e incontra Dan Southern, un ex fidanzato di Iris, ora giornalista locale. Questi scrive un articolo sul ritorno di Fred e così Iris ne viene a conoscenza. Si reca quindi da Paul Drake, che al tempo aveva fatto delle indagini sul caso, per avvertirlo che intende tornare a Pion City a controllare la situazione.
Iris, a Pion City, va dalla zia Sarah, poi incontra Marta Wiltern. attuale fidanzata di Swan. Poi durante alcune indagini capisce dove forse il denaro è nascosto e chiama Drake. Al momento Paul è irreperibile e Mason che riceve la chiamata decide di intervenire.
Poco dopo però viene trovato il corpo di Fred ucciso e Iris viene accusata del delitto.
- Guest star: Tom Fadden (Beller), Lewis Martin (giudice), Russ Bender (capo Hagerty), Charlie Briggs (poliziotto), Paul Fix (pubblico ministero Hale), Josephine Hutchinson (Miss Sarah), Malcolm Atterbury (Alfred Needham), Roy Roberts (W.L. Picard), Adam West (Dan Southern), Enid Jaynes (Iris McKay), Russ Conway (Fred Swan), Eloise Hardt (Marta Wiltern), Rosemary Day (Secretary (Dora)

## La strada sbarrata
- Titolo originale: The Case of the Difficult Detour
- Diretto da: John Peyser
- Scritto da: Sy Salkowitz (soggetto); Sy Salkowitz e Samuel Newman (sceneggiatura)

### Trama
Pete Mallory, proprietario della Mallory Construction, punta molto sulla rapida conclusione dei lavori di costruzione di una strada che deve consegnare a Stuart Benton. Questi, alla consegna, gli pagherà una cifra tale che Mallory non avrà più problemi finanziari. Chet Stark, direttore dei lavori, assicura che la strada sarà completata con un giorno di anticipo. Ma improvvisamente arriva sul cantiere il sergente Ben Landro che notifica l'ordine di sospensione dei lavori perché ci sarebbe stato uno sconfinamento nella proprietà privata del signor Ames. Sarebbe la rovina per Mallory.
Pete fa delle indagini e scopre che c'è stato uno scambio di mappe e che dietro tutto c'è Benton.
Pete ha un litigio con Benton e quando questo viene ucciso viene messo sotto accusa.
- Guest star: Bert Freed (Edward Parker), Joan Camden (Miriam Ames), S. John Launer (giudice), John Gallaudet (Reviewing Judge), Jeff York (Pete Mallory), Suzanne Lloyd (Sheila Benton), Jason Evers (Stuart Benton), Mort Mills (sergente Ben Landro), Lee Farr (Chet Stark), Joe Di Reda (Phil Edwards), Neil Hamilton (Ames), Michael Masters (conducente)

## Il leone assassino
- Titolo originale: The Case of the Cowardly Lion
- Diretto da: Arthur Marks
- Scritto da: Jonathan Latimer

### Trama
Nello zoo di San Diego scompare un cucciolo di gorilla. Tony Osgood, responsabile dello zoo, chiede a Mason di fare delle indagini. È in particolare preoccupato dal fatto che la faccenda sembra stia per indurre Hilde Fursten, che aveva in affido il gorilla, a ritornare in Germania. Tony vorrebbe sposare Hilde. Quest'ultima sembra però succube del dottor Walther Braun, che si è molto arrabbiato per la scomparsa dell cucciolo. 
Quando Braun viene trovato ucciso nella recinto del leone, Tony viene accusato di omicidio.
- Guest star: Norman Leavitt (Crime Lab Technician), Bill Quinn (giudice), Ralph Manza (dottor Prince), Art Lewis (Immigration Clerk), Carol Eve Rossen (Hilde Fursten), Fred Beir (Tony Osgood), Phyllis Coates (Frieda Crawson), Leslie Bradley (dottor Walther Braun), Warren J. Kemmerling (Boris Zelbowski), O. Z. Whitehead (Harry Beacom), Betty Lou Gerson (Trudie Braun), Paul Birch (Sec. Officer Crawford), Paul Langton (pubblico ministero Green), Eddie Quillan (Bookkeeper Keller), Mack Williams (giudice), Bert Remsen (tenente White)

## L'arazzo bruciato
- Titolo originale: The Case of the Torrid Tapestry
- Diretto da: John English
- Scritto da: Bob Mitchell

### Trama
Sei anni prima, a Rio de Janeiro, Leonard Voss, gallerista d'arte, ha incendiato la bottega del restauratore Claude Demay che stava restaurando il prezioso arazzo Teseo e il Minotauro facente parte della famosa collezione Clever. Voss aveva fatto in modo che la colpa ricadesse su Demay.
Sei anni dopo l'arazzo ricompare, viene visto la Brenda Larkin, assistente di Voss, in un banco di pegni. Nathan Claver ha dei sospetti sull'operato di Voss e chiede spiegazioni. Voss fa delle indagini e scopre che dietro la faccenda c'è Claude Demay che punta a dimostrare la sua innocenza sui fatti di sei anni prima.
Quando l'arazzo viene rubato Demay si rivolge a Perry Mason, che però dovrà difenderlo da una accusa di omicidio, quando Voss verrà trovato ucciso.
- Guest star: John Graham (Lawrence), Syd Saylor (guardiano), Louis Serrano (ufficiale), Lloyd Nelson (commesso), Conrad Nagel (Nathan Claver), Paula Raymond (Brenda Larkin), Robert H. Harris (Claude Demay), Lillian Buyeff (Sarah Demay), John Holland (Leonard Voss), Ray Kellogg (Jim Hazlett), Kenneth R. MacDonald (giudice), Percy Helton (prestatore su pegno), Robert Wegner (Drake's Operative)

## Il gilet a quadretti
- Titolo originale: The Case of the Violent Vest
- Diretto da: Lewis Allen
- Scritto da: Robert C. Dennis

### Trama
Ida, la moglie di Herman Allbright, ha il vizio del gioco e ha appena perso altri 5000 dollari. Herman si impegna a coprire quest'ultimo debito in cambio della concessione del divorzio. È infatti innamorato di Grace Halley, la modella che ha appena lanciato nel mondo della pubblicità. Herman comunica subito a Grace che presto potrà divorziare, ma la ragazza non ha alcuna intenzione di corrispondere ai sentimenti di Herman. Preoccupata sulle eventuali ricadute che la faccenda potrebbe avere sul suo contratto pubblicitario, consulta Perry Mason.
Nel frattempo Herman chiede i soldi in prestito al suo capo, Walter Caffrey, e si impegna a fargli un favore, i dettagli del quale gli verranno presto chiariti. Ma poco dopo Herman viene trovato ucciso e la colpa ricade su Grace.
- Guest star: Bill Erwin (sovrintendente), Barbara Pepper (sig.ra Diamond), Sam Flint (Welkes), Robert Harrow (giovanotto), Myrna Fahey (Grace Halley), Hayden Rorke (Walter Caffrey), Sonya Wilde (Joy Lebaron), Erik Rhodes (Herman Albright), Joe Cronin (Buddy Frye), Dorothy Green (Ida Albright), Rosemary Eliot (Vicky), Frank Jenks (barista), Richard Gaines (giudice), George E. Stone (impiegato di corte)

## Conto alla rovescia
- Titolo originale: The Case of the Misguided Missile
- Diretto da: John Peyser
- Scritto da: Sol Stein e Glenn P. Wolfe

### Trama
- Guest star: Clark Howat (tenente Col. Fremont), Larry Gray (Brig. Gen. Bishop), Paul Lees (Air poliziotto), Alan Dexter (dottor Stanton), Bruce Bennett (Dan Morgan), Jeanne Bal (Helen Rand), Simon Oakland (capitano Caldwell), Robert Rockwell (maggiore Jerry Reynolds), Richard Arlen (dottor Harrison), William Schallert (dottor Bradbury), Med Flory (capitano McVey), George N. Neise (George Huxley), Stephen Roberts (maggiore Cooke), Richard Shannon (colonnello Sloan), Ronnie Knox (sergente Lewis), James Sikking (Civilian Engineer)

## La figlia segreta
- Titolo originale: The Case of the Duplicate Daughter
- Diretto da: Arthur Marks
- Scritto da: Samuel Newman

### Trama
- Guest star: Michael Fox (medico autoptico), Nelson Olmsted (Cartman Jasper), George Selk (Maurice Fellows), Don C. Harvey (sceriffo), Don Dubbins (Hartley Elliott), Anne Helm (Glamis Barlow), Walter Kinsella (Carter Gilman), Kaye Elhardt (Muriell Gilman), Joyce Mackenzie (Nancy Gilman), Willis Bouchey (giudice), Dick Whittinghill (Glenn McCoy), Harlan Warde (Connors (Alan Connors), Charles Stroud (impiegato di corte)

## Un nonno molto esigente
- Titolo originale: The Case of the Grumbling Grandfather
- Diretto da: Bernard L. Kowalski
- Scritto da: Jackson Gillis

### Trama
- Guest star: Maura McGiveney (cameriera), John Close (sergente di polizia), Hal K. Dawson (guardiano), Fred Coby (Tony Montgomery), Patricia Barry (Dorine Hopkins), Otto Kruger (J. J. Gideon), Karl Held (David Gideon), Frances Rafferty (Sue Franks), Gavin MacLeod (Lawrence Comminger), Phil Arthur (Si Farrell), Fifi D'Orsay (donna Witness), Dub Taylor (Stroller), John Gallaudet (Superior Court Judge), Kenneth R. MacDonald (Trial Judge), Henry Hunter (Avery Bellison), Lee Miller (sergente Brice)

## Clienti difficili
- Titolo originale: The Case of the Guilty Clients
- Diretto da: Lewis Allen
- Scritto da: Jonathan Latimer

### Trama
Jeff Bronson divorzia dalla moglie Lola, ma riesce a mantenere il controllo della Bronson Aircraft. Jeff conta molto nella produzione di un nuovo modello di aeroplano e rifiuta la collaborazione di Leander Walker che vorrebbe entrare nel capitale della società.
Dopo che aeroplano precipita in un test, Jeff indaga sulle attività di Bill Ryder, Capo collaudatore che frequenta Lola. 
Quando Ryder viene ucciso Jeff viene accusato del delitto.
- Guest star: Pitt Herbert (patologo), Tom Vize (Astronomer), Lee Miller (sergente Brice), Charles Stroud (impiegato di corte), Lisa Gaye (Lola Bronson), Charles Bateman (Jeff Bronson), Guy Mitchell (Bill Ryder), Faith Domergue (Conception O'Higgins), Barbara Stuart (Violet Ryder), Alan Bunce (Courtney Patton), William Mims (Leander Walker), Ben Wright (Clarence Keller), Grandon Rhodes (giudice divorzio), Sydney Smith (Trial Judge), William Coffin (pilota)